# Boscoppa
Boscoppa – wieś w Anglii, w Kornwalii. Leży 61 km na północny wschód od miasta Penzance i 350 km na zachód od Londynu.